# ヴァレンヌ (競走馬)
ヴァレンヌ（Varenne、1995年 - ）はイタリアの繋駕速歩競走用競走馬。イタリアにとどまらず、フランス、北アメリカ、北欧などでも活躍した。イタリア国内での人気は非常に大きく、「Il Capitano」（イタリア語でキャプテンの意）との愛称で親しまれた。ドライバーはGiampaolo Minnucci。体高（キ甲＝首と背の境から足元まで）166センチメートル、体重580キログラム前後という相当な大型馬である。

## 戦績
デビュー戦は1998年にボローニャで行われた試走、早くから頭角を現しており、その年のデルビーイタリアーノを制した。その後イタリア国内で最強馬として競走生活を送るとともに旺盛に遠征をもこなし、足かけ5年にもわたって世界各国を渡り歩いた。走った国は7か国にもおよび、そのすべてで勝利を収めている。とくに2001年の活躍は特筆すべきもので、イタリアのロッテリア大賞、アメリカ合衆国のブリーダーズクラウン（オープントロット）、スウェーデンのエリトロップ、フランスのアメリカ賞といった繋駕速歩競走が盛んに行われている4か国それぞれの最大競走を制し、カナダの重要レースであるトロットモンディアルにも優勝した。2002年9月28日に引退。2006年現在、1万5000ユーロの種付け料で供用中。

### 主な勝ち鞍・賞
- 世界
  - Coupe du Monde de Trot: 2000,02年
  - Etape milanaise de la Coupe du Monde de trot: 2000,01,02年
  - Etape parisienne de la Coupe du Monde de trot: 2000,02年
  - Etape allemande de Gelsenkirchen de la Coupe du Monde de trot: 2001年
- ヨーロッパ
  - 最優秀5歳馬: 2000年
- ドイツ
  - Preis der Besten : 1999年
- カナダ
  - トロットモンディアル: 2001年
- アメリカ合衆国
  - ブリーダーズクラウン（オープントロット）: 2001年
- フィンランド
  - セントミシェル: 2002年
- フランス
  - アメリカ賞: 2001,02年
  - Grand critérium de vitesse de la Côte d'Azur: 2002年
  - Prix Ariste Hémard: 1999年
  - Prix Roederer: 2000年
- イタリア
  - ロッテリア大賞: 2000,01,02年
  - デルビーイタリアーノ: 1998年
  - ヨーロッパ賞: 1999年
  - Grand Prix Tino Triossi: 1999年
  - コンチネンタル大賞: 1999年
  - Grand Prix des Nations: 1999年
  - Grand Prix Gaetan Turilli: 2000年
  - Grand Prix du Jubilé: 2000年
  - Grand Prix de la Ville de Padoue: 1999年
  - Prix de la Ville de Turin: 1999年
  - Grand Prix Dante Alighieri: 1999年
  - Grand Prix de Florence: 1999年
  - Prix Ville de Tarente: 1999年
  - Grand Prix de la Ville de Cesena: 1999年
- スウェーデン
  - エリトロップ: 2001,02年
  - Hugo Abergs Memorial: 2002年
  - Jubileumspokalen: 2002年
  - Olympiatravet: 2000,02年

### 主な記録
レコードも多数記録し、代表的なものに2002年フィンランドで行われたセントミシェルにて記録したトロット1マイル1分51秒5（1000メートルあたり1分9秒3）がある。全73戦62勝で、勝率は85パーセント。これほど多く走った馬にしては極めて高い数値といえる。ボーナスを含んだ獲得賞金は日本円に換算して8億円を超えており、これは2005年現在トロッター系の競走馬として世界記録であるとともに、サラ系を含めたヨーロッパ記録でもある。
- 持ちタイム1分9秒1/km

## エピソード
- イタリアでの人気は非常に大きく、凱旋パレードには8万人が参加した。公式ホームページやファンクラブまである。2002年フランスで行われたアメリカ賞には大応援団が駆けつけ、観客席から何十本ものイタリア国旗がはためいた。
- 2003年にはイタリアで切手も発行された。これはイタリアの歴史的名馬4頭に対して行われた企画で、リボーとその息子モルヴェド、トロッターではヴァレンヌとトルネーゼの2頭が発行された。額面はヴァレンヌのものが155ユーロ・セントと最も高く、以下リボーが26ユーロ・セント、トルネーゼが15ユーロ・セント、モルヴェドが11ユーロ・セントだった（→切手）。

## 血統・来歴
生まれはイタリア・フェラーラ県の町コッパーロ。名付け親は生産者アレキサンダービアーニで、イタリア大使館があるフランス・パリのヴァレンヌ通りにちなんだ名前である。
母イアルマーズはイタリア産。父ワイキキビーチはアメリカ合衆国産のスタンダードブレッドで、ヴァレンヌの活躍により2001年アメリカのトロッター種牡馬ランキング3位になっている。曽祖父スピィーディクラウンは近年でもっとも成功した種牡馬であり、1984,1985,1987,1988,1989,1990,1992年トロッターリーディングサイアーを獲得。
| ヴァレンヌの血統（フライングチルダーズ系 / Speedy Crown3×3=25% Stars Pride4·4×4·5=21.88%） | ヴァレンヌの血統（フライングチルダーズ系 / Speedy Crown3×3=25% Stars Pride4·4×4·5=21.88%） | ヴァレンヌの血統（フライングチルダーズ系 / Speedy Crown3×3=25% Stars Pride4·4×4·5=21.88%） | （血統表の出典） | （血統表の出典） |
| 父 Waikiki Beach 1984年                                                                    | 父の父Speedy Somolli 鹿毛 1975年                                                           | Speedy Crown                                                                               | Speedy Scot      | Speedy Scot      |
| 父 Waikiki Beach 1984年                                                                    | 父の父Speedy Somolli 鹿毛 1975年                                                           | Speedy Crown                                                                               | Missile Toe      |                  |
| 父 Waikiki Beach 1984年                                                                    | 父の父Speedy Somolli 鹿毛 1975年                                                           | Somolli                                                                                    | Stars Pride      | Stars Pride      |
| 父 Waikiki Beach 1984年                                                                    | 父の父Speedy Somolli 鹿毛 1975年                                                           | Somolli                                                                                    | Laurita Hanover  |                  |
| 父 Waikiki Beach 1984年                                                                    | 父の母Hula Lobell 1979年                                                                   | Super Bowl                                                                                 | Stars Pride      | Stars Pride      |
| 父 Waikiki Beach 1984年                                                                    | 父の母Hula Lobell 1979年                                                                   | Super Bowl                                                                                 | Pillow Talk      |                  |
| 父 Waikiki Beach 1984年                                                                    | 父の母Hula Lobell 1979年                                                                   | Hollys Margeo                                                                              | Blaze Hanover    | Blaze Hanover    |
| 父 Waikiki Beach 1984年                                                                    | 父の母Hula Lobell 1979年                                                                   | Hollys Margeo                                                                              | Clever Diller    |                  |
| 母 Ialmaz 1985年                                                                           | 母の父Zebu 1977年                                                                          | Sharif Di Iesolo                                                                           | Quick Song       | Quick Song       |
| 母 Ialmaz 1985年                                                                           | 母の父Zebu 1977年                                                                          | Sharif Di Iesolo                                                                           | Odile De Sassy   |                  |
| 母 Ialmaz 1985年                                                                           | 母の父Zebu 1977年                                                                          | Keystone Lady                                                                              | Hickory Pride    | Hickory Pride    |
| 母 Ialmaz 1985年                                                                           | 母の父Zebu 1977年                                                                          | Keystone Lady                                                                              | Lady Frost       |                  |
| 母 Ialmaz 1985年                                                                           | 母の母Baree 1979年                                                                         | Speedy Crown                                                                               | Speedy Scot      | Speedy Scot      |
| 母 Ialmaz 1985年                                                                           | 母の母Baree 1979年                                                                         | Speedy Crown                                                                               | Missile Toe      |                  |
| 母 Ialmaz 1985年                                                                           | 母の母Baree 1979年                                                                         | Spree Hanover                                                                              | Stars pride      | Stars pride      |
| 母 Ialmaz 1985年                                                                           | 母の母Baree 1979年                                                                         | Spree Hanover                                                                              | Spry Hanover     |                  |